# Autoroute A8
Autoroute A8, kaldet la Provençale, forbinder Aix-en-Provence og A7 med Côte d'Azur. Den udgør en del af det, man kalder "Autoroutes du Sud de la France (ASF)" og udgør tillige en del af europavejen E80. Den er 223 km lang.

## Tilslutninger
| Afkørsel                            | Afstand (km) | Destination |
| Udfletning A7 og A8                 |              | |
| 28 Coudoux                          |              | Coudoux, La Fare-les-Oliviers (efter Aix-en-Provence udfletning mod RD 19) og udfletning med A7 mod Aéroport Marseille-Provence |
| 29 Aix-Ouest                        | 16 km        | Aix-en-Provence (vest), Aix-Jas-de-Bouffan, -Encagnane, Les Milles                                                              |
| A51, RN 296 og A8                   |              | A 51 Gap, Avignon ad RD 7n (forbudt for +26t)                                                                                   |
| 30/30a/30b                          | 19 km        | Aix-en-Provence (pont de l'Arc), Les Milles, Luynes                                                                             |
| 31                                  | 22 km        | Aix-Val-Saint-André, Fréjus-Saint-Raphaël ad RD 96                                                                              |
| 32                                  | 27 km        | RD 7n, Fuveau, Trets, Rousset, Meyreuil, Gardanne ad RD 6                                                                       |
| Udfletning A52 og A8                |              | Aubagne, Toulon ad A50, Marseille-Est par A50                                                                                   |
| 33                                  | 47 km        | Rousset, Pourrières, Trets |
| 34                                  | 58 km        | Barjols, Tourves, Saint-Maximin-la-Sainte-Baume, Auriol                                                                         |
| 35                                  | 74 km        | Le Val, Brignoles |
| A57 et A8                           |              | Toulon, Le Muy, Hyères ad A570                                                                                                  |
| 36                                  | 117 km       | Golfe de Saint-Tropez, Draguignan, Sainte-Maxime, Vidauban, Les Arcs, le Muy                                                    |
|                                     |              | au niveau de Roquebrune sur Argens en projet                                                                                    |
| 37                                  | 129 km       | Fréjus-Vest, Puget-sur-Argens                                                                                                   |
| 38                                  | 133 km       | Fréjus, Saint-Raphaël |
| 39                                  | 146 km       | Fayence, Les Adrets-de-l'Estérel                                                                                                |
| 40 Mandelieu                        | 157 km       | Théoule-sur-Mer, Mandelieu-la-Napoule, La Napoule                                                                               |
| 41 La Bocca                         | 159 km       | Mandelieu-Øst, Cannes-Vest/-La Bocca                                                                                            |
| 42 Mougins                          | 165 km       | Grasse, Le Cannet, Cannes, Mougins eller afkørsel mod Mougins ad RD 6185 og/eller RD 6285                                       |
| Ingen afkørsel 43                   |              | |
| 44                                  | 171 km       | Antibes, Sophia Antipolis, Vallauris, Golfe Juan                                                                                |
| Afkørsel 45 (projekteret)           |              | |
| 46 Bouches du Loup                  | 178 km       | Bouches du Loup / Villeneuve-Loubet-Plage                                                                                       |
| 47 Villeneuve-Loubet                | 179 km       | Villeneuve-Loubet Centre, Vence, Cagnes-sur-Mer                                                                                 |
| 48 Cagnes                           | 181 km       | Vence, Cagnes-sur-Mer |
| 49                                  | 185 km       | Saint-Laurent-du-Var |
| 50 Nice Promenade des Anglais       | 186 km       | Nice-centre |
| 51 Nice-Saint-Augustin              | 186 km       | M.I.N., Centre Administratif, Nice-Saint-Augustin                                                                               |
| Projekteret afkørsel til RD 6202bis |              | |
| 52                                  | 190 km       | Carros, Nice (Saint-Isidore) ad RD 2209, Grenoble, Digne-les-Bains ad RD 6202                                                   |
| Ingen afkørsel 53                   |              | |
| 54 Nice-nord                        | 198 km       | Nice-Quartiers Nord |
| 55 Nice-Est                         | 200 km       | Nice (l'Ariane), Port, La Trinité                                                                                               |
| 56 Monaco                           | 207 km       | Monaco (sammenfletning med A500), Beausoleil, Cap d'Ail                                                                         |
| 57 La Turbie                        | 208 km       | La Turbie, Roquebrune-Cap-Martin                                                                                                |
| 58 Roquebrune                       | 213 km       | Roquebrune-Cap-Martin, Èze, La Turbie                                                                                           |
| 59 Menton                           | 220 km       | Menton, Sospel |